# Via Vallen
Via Vallen, właśc. Maulidia Octavia (ur. 1 października 1991 w Surabai) – indonezyjska piosenkarka wykonująca muzykę dangdut (forma koplo).
Szerszą popularność zdobyła w 2013 roku. Jej singiel pt. „Sayang” zebrał ponad 150 milionów wyświetleń w serwisie YouTube i stał się drugim lokalnym teledyskiem pod względem liczby odsłon w 2017 roku.
Na swoim koncie ma dwie nagrody SCTV Music Awards (2017, kategorie: najpopularniejsza piosenkarka i najpopularniejsza solistka dangdut). Została także laureatką Indonesian Dangdut Awards 2017.

## Dyskografia
Single
- 2015: „Selingkuh”
- 2016: „Secawan Madu”
- 2016: „Sakit Sakit Hatiku”
- 2017: „Sayang”
- 2017: „Baper”
- 2017: „5 Centi”
- 2017: „Lepas Tanpa Kata”
- 2017: „Makan Di Luar”
- 2017: „Peternak Luka”

Źródło: .